# Henry Townsend
Henry 'Mule' Townsend, geboren als Henry Jesse James Townsend (Shelby, 27 oktober 1909 – Mequon, 24 september 2006), was een Amerikaanse bluesmuzikant (zang, piano, gitaar).

## Biografie
Townsend werd geboren als Henry Jesse James Townsend als zoon van Allen en Omelia Townsend. Zijn vader was een bluesmuzikant die gitaar en accordeon speelde. Op jeugdige leeftijd verhuisde zijn familie in de buurt van Caïro, Illinois. Henry verliet op negenjarige leeftijd het huis vanwege zijn gewelddadige vader en reisde naar Saint Louis (Missouri). Hij leerde in zijn vroege tienerjaren gitaar spelen van een plaatselijk bekende bluesgitarist die bekend stond als Dudlow Joe. Met de ambitie om de kost te verdienen met zijn gitaar, werkte Townsend ook als automonteur, schoenpoetser, hotelmanager en verkoper.
Tegen het einde van de jaren 1920 begon hij met toeren en opnemen met de pianist Walter Davis en kreeg hij de bijnaam Mule, omdat hij zowel fysiek als qua karakter stevig was. In Saint Louis werkte hij met enkele van de vroege bluespioniers, waaronder J.D. Short. Tijdens deze periode leerde hij ook piano spelen.
In de jaren 1930 speelde Townsend met vele grootheden van de blues, onder wie Walter Davis, Roosevelt Sykes en Robert Johnson. In juli 1935 begeleidde hij de bluespianist Aaron 'Pinetop' Sparks in Chicago bij acht nummers, waaronder ook bij de bluesklassieker Everyday I Have the Blues. In 1937 nam hij in Aurora een legendarische opnamesessie op met Big Joe Williams, Robert Nighthawk en Sonny Boy Williamson I.
Townsend was een van de weinige artiesten waarvan bekend is dat ze in negen opeenvolgende decennia hebben opgenomen. Hij nam voor het eerst op in 1929, voor Columbia Records in Chicago en bleef actief tot 2006. Hij speelde alleen al in 1935 op 35 opnamen. Halverwege de jaren 1990 waren Townsend en zijn voormalige medewerker Yank Rachell de enige actieve bluesartiesten wiens carrière in de jaren 1920 was begonnen. Hij nam op bij verschillende labels, waaronder Columbia, Bluesville Records en Folkways Records.
Tegen het midden van de jaren 1950 begon de populariteit van de St. Louis-stijl van blues in de Verenigde Staten af te nemen, dus ging Townsend naar Europa, waar hij vond dat zijn muziek meer werd gewaardeerd. Zijn Europese concerten trokken een groot publiek en hij stond ook op vele festivals. Townsend zei wrang dat hij drie of vier keer is herontdekt.
Articulerend en zelfbewust, met een uitstekend geheugen, gaf Townsend vele onschatbare interviews aan blues-enthousiastelingen en geleerden. Paul Oliver nam hem op in 1960 en citeerde hem uitgebreid in zijn werk Conversations with the Blues uit 1967. Dat boek werd in 1991 opgenomen in de Blues Hall of Fame, in de categorie Classics of Blues Literature. Dertig jaar later monteerde Bill Greensmith dertig uur aan opgenomen interviews met Henry om de volledige autobiografie A Blues Life te produceren, die een levendige geschiedenis geeft van het bluescircuit in St. Louis en East St. Louis op zijn hoogtepunt.
In 1979 nam Bob West Townsend op in St. Louis. Die opname werd in 2002 op cd uitgebracht bij Arcola Records als The Real St. Louis Blues.
Henry Townsend schreef honderden songs en werkte mee bij talloze opnamen van bekende collega's. Hij werd de aartsvader van de St. Louis-blues. De BBC draaide een documentaire over hem en in 1985 kreeg hij de National Heritage Fellowship, de hoogste onderscheiding in de Verenigde Staten voor een meester van de traditionele kunsten. Sinds 1995 heeft hij een ster op de St. Louis Walk of Fame.

## Overlijden
Henry Townsend overleed in september 2006 op 96-jarige leeftijd in het St. Mary's Ozaukee-ziekenhuis, slecht een paar uur nadat hem als een van de eerste artiesten die plaatopnamen hadden gemaakt bij Paramount Records een sleutel in de Graftons Paramount Plaza Walk of Fame ten deel was gevallen.
- Bibliothèque nationale de France: cb140010379 (data)
- Gemeinsame Normdatei: 121668851
- International Standard Name Identifier: 0000 0000 7839 5701
- Library of Congress Control Number: n85269852
- MusicBrainz: a906b261-4eeb-4a61-bccb-5411a647a344
- Nationale bibliotheek van Australië: 35997112
- Nationale Bibliotheek van Israël: 987007357163905171
- SNAC: w62z34fq
- Virtual International Authority File: 69125956
- WorldCat: E39PBJjt9hYG7cKbkmPHXgWYyd